# Voulez-Vous
| 전문가 평가                       | 전문가 평가 |
| 평가 점수                         | 평가 점수   |
| 출처                              | 점수        |
| --------------------------------- | ----------- |
| AllMusic                          | [ 1 ]       |
| BBC                               | (positive)  |
| Blender                           | [ 3 ]       |
| The Encyclopedia of Popular Music | [ 4 ]       |
| Record Mirror                     | [ 5 ]       |
| The Rolling Stone Album Guide     | [ 6 ]       |
| Smash Hits                        | 6/10        |
| Uncut                             | [ 8 ]       |

《Voulez-Vous》는 스웨덴의 팝 그룹 ABBA의 여섯 번째 스튜디오 음반이다. 1979년 4월 23일에 발매된 이 음반은 다섯 개의 히트곡을 냈는데, 모두 영국에서 1979년 큰 싱글 곡인 〈Chiquitita〉, 〈Does Your Mother Know〉, 〈I Have a Dream〉, 더블 A-사이드 〈Voulez-Vous〉/〈Angeleyes〉가 있다. 타이틀곡은 당시 최고조에 달했던 디스코 음악을 품은 그룹의 모습을 보여줬다. 이 음반은 여러 나라에서 차트 1위를 차지했고 영국에서 올해의 베스트 셀러 음반 5위에 올랐다.
이 음반은 스톡홀름의 폴라 스튜디오에서 주로 녹음된 첫 번째 ABBA 음반이었고, 타이틀곡의 인스트루멘탈 백 트랙으로 스웨덴 밖에서 만든 스튜디오 녹음을 포함한 유일한 ABBA 음반이 마이애미의 크라이테리어 스튜디오에서 부분적으로 녹음되었다.
《Voulez-Vous》는 1984년에 CD로 처음 발매되었다. 이 음반은 1997년, 2001년, 2005년 《The Complete Studio Recordings》 박스 세트의 일부로 디지털 리마스터링되고 재발매되었으며, 2010년 다시 《Voulez-Vous Deluxe Edition》으로 재발매되었다.

## 배경
1978년 초, ABBA는 성공의 절정에 있었고 그들의 최신 음반과 극장용 영화 발매에 대한 홍보를 막 끝낸 후, 크리스마스에 맞춰 발매될 계획이었던 다음 음반으로 생각이 바뀌었다. 그러나 세션은 어려운 것으로 판명되었고 1978년 3월 13일 궁극적으로 공개되지 않은 트랙 〈Dr Claus von Hamlet〉으로 시작한 후, 많은 작곡들이 데모되고 거부되었다. 실제로, 6개월이 지난 후, 완성된 음반(〈The King Has Loss His Krown〉과 〈Lovers (Live a Long)〉)에 오를 두 곡만이 완성되었다.
이 기간 동안 그룹은 스톡홀름에 자신들의 녹음 스튜디오인 폴라 스튜디오를 열었는데, 이 스튜디오는 당시 세계에서 가장 발전된 스튜디오 중 하나였으며 앞으로 ABBA가 일할 곳이 될 것이다. 이때 녹음된 두 곡은 〈Lovelight〉와 〈Dream World〉이다. 이때 녹음된 두 곡은 〈Lovelight〉와 〈Dream World〉이다(〈Lovelight〉는 싱글 〈Chiquitita〉의 B-사이드로서 사용될 것이고, 〈Dream World〉는 1994년까지 미발표 상태로 남아있을 것이고, 두 곡 모두 현재 《Voulez-Vous》 음반의 재발매에서 보너스 트랙으로 특징지어진다). 하지만, 두 곡 모두 《Voulez-Vous》 음반에 등장하지 않았다. 다른 트랙들은 시작되었지만 후에 《Voyage》 (2021년)에 포함된 〈Just a Concept〉를 포함했다.

## 곡 목록
모든 곡들은 베뉘 안데르손와 비에른 울바에우스에 의해 작사/작곡하였다.
| #  | 제목                            | 재생 시간 |
| -- | ------------------------------- | --------- |
| 1. | 〈As Good as New〉              | 3:22      |
| 2. | 〈Voulez-Vous〉                 | 5:09      |
| 3. | 〈I Have a Dream〉              | 4:44      |
| 4. | 〈Angeleyes〉                   | 4:20      |
| 5. | 〈The King Has Lost His Crown〉 | 3:30      |

| #  | 제목                              | 재생 시간 |
| -- | --------------------------------- | --------- |
| 1. | 〈Does Your Mother Know〉         | 3:13      |
| 2. | 〈If It Wasn't for the Nights〉   | 5:13      |
| 3. | 〈Chiquitita〉                    | 5:26      |
| 4. | 〈Lovers (Live a Little Longer)〉 | 3:28      |
| 5. | 〈Kisses of Fire〉                | 3:16      |

## 인증
| 국가                                                                                         | 인증        | 판매량/출하량 |
| -------------------------------------------------------------------------------------------- | ----------- | ------------- |
| 아르헨티나                                                                                   | —           | 200,000       |
| 오스트레일리아 (ARIA)                                                                        | 2× 플래티넘 | 200,000       |
| 벨기에 (BEA)                                                                                 | 플래티넘    | 20,000        |
| 캐나다 (뮤직 캐나다)                                                                         | 2× 플래티넘 | 200,000^      |
| 덴마크 (IFPI Danmark)                                                                        | 골드        | 10,000        |
| 핀란드 (Musiikkituottajat)                                                                   | 플래티넘    | 82,340        |
| 프랑스                                                                                       | —           | 200,000       |
| 독일 (BVMI)                                                                                  | 플래티넘    | 500,000^      |
| 그리스                                                                                       | —           | 50,000        |
| 홍콩 (IFPI 홍콩)                                                                             | 골드        | 10,000*       |
| 헝가리                                                                                       | —           | 75,000        |
| 일본 (오리콘 차트)                                                                           | —           | 623,000       |
| 말레이시아                                                                                   | —           | 10,000        |
| 네덜란드 (NVPI)                                                                              | 플래티넘    | 100,000^      |
| 뉴질랜드 (RMNZ)                                                                              | 플래티넘    | 15,000^       |
| 스페인 (PROMUSICAE)                                                                          | 골드        | 50,000^       |
| 스웨덴                                                                                       | —           | 289,925       |
| 대만                                                                                         | —           | 2,500         |
| 영국 (BPI)                                                                                   | 플래티넘    | 300,000^      |
| 미국 (RIAA)                                                                                  | 골드        | 500,000^      |
| *판매량을 기반으로 한 인증 · ^출하량을 기반으로 한 인증 · 판매량+스트리밍을 기반으로 한 인증 |             |               |